# 김광일 (1939년)
김광일(金光一, 1939년 9월 11일 ~ 2010년 5월 24일)은 대한민국의 법조인, 정치인이다. 본관은 김녕이며, 경상남도 합천군 출신이다.

## 출신 학교
- 합천국민학교 졸업
- 경남중학교 졸업
- 경남고등학교 졸업
- 서울대학교 법과대학 법학과 학사

## 생애
합천국민학교, 경남중학교, 경남고등학교 졸업을 거쳐 서울대학교 법학과에서 학사 학위를 취득하였고 15회 고등고시 사법과에 합격한 후 대구지방법원 판사, 인권변호사 등으로 활동했다. 김영삼의 권유로 정계에 입문하여 통일민주당 제13대 국회의원을 지냈다. 1990년 3당 합당 때 김영삼을 따라가지 않고 민주당에 참여했다가, 현대 그룹 창업주 정주영이 창당한 통일국민당에 참여했다. 이후 대선 직전 통일국민당을 탈당했다. 문민정부 출범 후 국민고충처리위원회 초대 위원장과 대통령비서실장, 대통령 정치특보 를 역임했다. 김대중 정부 출범 이후에는 민주국민당 최고위원 등을 지내기도 했으나 주로 부산 지역에서 변호사 활동에 전념했다.

## 직계 가계
- 손자: 김한준(金漢俊)

## 역대 선거 결과
|  | 45.35% |

|  | 28.48% |

|  | 20.20% |

## 소속 정당
| 소속 정당 | 소속 정당  | 소속 기간 | 비고                |
| --------- | ---------- | --------- | ------------------- |
|           | 통일민주당 | 1988~1990 | 정계 입문           |
|           | 무소속     | 1990      | 탈당                |
|           | 민주당     | 1990~1991 | 창당                |
|           | 무소속     | 1991~1992 | 탈당                |
|           | 통일국민당 | 1992      | 입당                |
|           | 무소속     | 1992~1993 | 탈당                |
|           | 민주자유당 | 1993~1995 | 입당                |
|           | 신한국당   | 1995~1997 | 당명 변경           |
|           | 한나라당   | 1997~2000 | 합당                |
|           | 무소속     | 2000      | 탈당                |
|           | 민주국민당 | 2000~2001 | 창당                |
|           | 무소속     | 2001~2002 | 탈당                |
|           | 한나라당   | 2002~2010 | 복당 정계 은퇴 사망 |

## 같이 보기
- 중구 (1988년 부산 선거구)
- 부산 중구의 국회의원
- 대한민국의 대통령비서실장